# Kerry Louise
Kerry Louise (ur. 26 kwietnia 1983 w Lincolnshire) – brytyjska aktorka pornograficzna. Od 2009 do 2021 roku wystąpiła łącznie w 230 produkcjach. W 2011 roku została nominowana do AVN Awards w kategorii Best Group Sex Scene za udział w produkcji Bonnie & Clide.